# Axel Oxenstierna
Axel Oxenstierna ([ˈǎksɛl ˈʊ̂ksɛnˌɧæːɳa] ( lyssna)), född 16 juni 1583 på Fånö gods i Löts socken, Uppland, död 28 augusti 1654 i Stockholm, var en svensk greve och statsman. Han blev medlem av riksrådet 1609 och utsågs till rikskansler 1612, och han blev i praktiken regent 1632 då drottning Kristina var omyndig. Oxenstierna betraktas som grundaren av den svenska statsapparaten, bildade ämbetsverk och fick dem att samverka, och lät indela landet i jämnstora län med fasta länsgränser som i huvudsak gäller fortfarande. Som tack för hans insatser vid förhandlingarna som ledde till freden i Brömsebro år 1645, blev Axel Oxenstierna greve med Södermöre i Kalmar län som grevskap.

## Bakgrund

### Härkomst
Oxenstierna var son till friherren och riksrådet Gustaf Gabrielsson Oxenstierna (1551–1597) och Barbro Axelsdotter Bielke (1556–1624) samt bror till Gabriel Gustafsson Oxenstierna (1587–1640). Den 5 maj 1608 gifte han sig med Anna Åkesdotter Bååt av släkten Bååt på Oldenburg, ett senmedeltida stenhus i närheten av dagens Tidö slott, sydväst om Västerås i Västmanland. Anna Bååt var född i december 1579, död 23 juni 1649 och begravd i Jäders kyrka. Hon var dotter till Åke Johansson Bååt och Christina Trolle.

### Barndom och ungdomsår
Axel Oxenstierna tillhörde en högt ansedd adlig ätt som alltid visat en utpräglad trohet mot kungarna av Vasahuset. Hans far Gustaf anförtroddes av Johan III i september 1584 det krävande uppdraget att vara ståthållare på Revals slott, en av de viktigaste svenska utposterna mot Ryssland. Axel, vid denna tid ett år gammal, följde med fadern till Reval (Tallinn) och tillbringade fyra år av sin barndom i staden.
År 1588 återvände Gustaf Oxenstierna hem till sitt gods Fånö vid Ekolsundsviken av Mälaren. Här växte Axel upp i kretsen av en syskonskara som växte nästan årligen. När han var åtta år flyttades hemmet från Fånö till Fiholm, ett gods i västra delen av Mälaren, där fadern dog 1597.
År 1599 skickades Axel Oxenstierna tillsammans med sina bröder Krister och Gabriel av förmyndaren Johan Oxenstierna till dåtidens förnämsta högskolor Wittenbergs universitet, Jena universitet och Rostocks universitet. Han studerade främst teologi och latin. Vid hemkomsten 1603 utnämndes han till kammarjunkare hos Karl IX. Det var nu andra tider än när han lämnade Sverige. Den stora kampen mellan hertig Karl och högadeln hade avgjorts genom hertigens seger och Linköpings blodbad. När Axel Oxenstierna svor Karl trohetsed var det en helt annan krets av herrar som satt i riksrådet än den Gustaf Oxenstierna en gång tillhört.
År 1605 lågade dock inbördesstriderna upp igen,och Karl IX:s misstankar riktade sig då särskilt mot Axel Oxenstiernas släkting Hogenskild Bielke. Han lät beslagta Hogenskilds papper och fick därigenom bevis på förbindelser mellan honom och Barbro Bielke, Axel Oxenstiernas mor. Då utsträcktes husrannsakningarna även till Fiholm, och Karl hotade Barbro med landsförvisning och förlust av all hennes egendom. Ovädret drog dock förbi utan några allvarliga följder.
År 1606 anförtroddes Axel Oxenstierna en beskickning till Mecklenburg, och under sin frånvaro utnämndes han till riksråd. Genom sitt giftermål med Anna Åkesdotter Bååt 1608 blev han ägare även till Tidö slott, en mil öster om Fiholm. De tider då han inte var tvungen att vistas på andra håll på grund av rådplägningar i riksrådet, beskickningar eller andra uppdrag i rikets tjänst, bodde han hädanefter omväxlande på Fiholm och Tidö.
År 1610, då förhållandet mellan Karl IX och Kristian IV i Danmark blev mycket spänt, fick han i uppdrag att delta i en beskickning till den danske kungen. Till skillnad från Karl var han angelägen om att slippa ett krig med Danmark i en tid då Sverige var betänkligt svagt i ekonomiskt hänseende och landets kung åldersskröplig. Men i Danmark möttes han av en krigsstämning som överröstade alla fredsvänner. Och hemma i Sverige försökte med hjälp av andra rådsherrar förgäves avstyra kungens utmanande uppträdande.
Vid slutet av Karl IX:s levnad var Axel Oxenstierna i viss mån undanskjuten från de politiska rådplägningarna. Avgörandet låg i stället i händerna på personer som delade kungens stridslust, och Axel Oxenstierna tvingades bekymrat bevittna utbrottet av kriget med Danmark på våren 1611. När kungen drog ut i fält var Axel en av de rådsherrar som tillsammans med drottning Kristina och hertig Johan anförtroddes den krävande uppgiften att sköta förvaltningen. Här blev han den drivande kraften.
Genom Karl IX:s testamente 1611 blev han medlem av Gustav II Adolfs förmyndarregering. Oxenstierna tog mer och mer ledningen av regeringen. Det blev snart en vana att från olika håll vädja till honom när det gällde viktiga avgöranden, och för kungafamiljen framstod han som den mest betydande rådgivaren. Han hade till sist segrat över de motståndare han haft inom den bortgångne kungens omgivning – och den fasta sammanslutningen mellan kungafamiljen och Oxenstierna bidrog sannolikt i hög grad till att hertig Johan vid tronskiftet skrinlade alla planer på kronan till förmån för Gustav Adolf.
Redan vid riksdagen i Nyköping i december 1611 samma år fungerade Axel Oxenstierna som rikskansler, men tillträdde formellt först den 6 januari 1612, när Gustav II Adolf tillträtt. Samma år reste han som den främste representanten på den svenska sidan till fredsförhandlingarna i Knäred och undertecknade fredshandlingarna den 18 januari 1613. Han belönades den 17 april samma år med posten som häradshövding i Snevringe härad, samt 5 februari 1614 Kimito friherreskap i Kimito socken. I samband med Gustav II Adolf:s kröning den 12 oktober 1617 i Uppsala domkyrka dubbades Axel Oxenstierna till riddare.
Han låg bakom flera lagförslag, främst inom handel och industri. Han utförde ett flertal uppdrag under Gustav II Adolfs vägnar. 
Den 8 november 1618 förlänades han Malax och Laihela socknar i Österbotten av kungen . Den 16 augusti 1622 belönades han med att få hela biskopsdömet Wenden i förläning.

Oxenstierna av Jacob Heinrich Elbfas 1626.

Oxenstierna var Gustav II Adolfs närmaste man under en mycket lång tid. Han ordnade med bröllopet mellan kungen och Maria Eleonora av Brandenburg 1620. Under kriget mot Polen och kriget mot Ryssland hade han yttersta ansvaret över arméns och flottans försörjning, inklusive mat och pengar. År 1622 blev han generalguvernör över Riga och 1629 förhandlade han fram Stilleståndet i Altmark, där Sverige erhöll Livland. Samma år blev han generalguvernör över de nyerövrade svenska territorierna i Preussen.
Gustav Adolf såg Oxenstierna som så oumbärlig att han uppgav att han hellre skulle abdikera än att regera utan kanslerns hjälp. I ett berömt brev till Oxenstierna den 4 december 1630 skriver kungen: "Det vore att önska att flere funnes, som med samma beskedenhet, trohet och vett saken hanterade; tvivelsfritt vore det, att riksens tjänst och allas vår välfärd då säkrare stode." Han kallar Oxenstierna "ett instrument, mig av Gudi givet, många tunga saker igenom att lykta." och anförtror honom sin "åminnelse och de sinas välfärd". Axel Oxenstierna motsvarade väl denna uppskattning och detta förtroende, vilket han visade genom hela sin livsgärning.

## Karriär

### Trettioåriga kriget
Efter slaget vid Breitenfeld började han assistera kungen i det pågående trettioåriga kriget. Eftersom Gustav II Adolf krigade i Franken och Bayern blev han 1632 legatus över Rhenländerna, vilket innebar att han hade kontroll över samtliga tyska generaler och prinsar i svensk tjänst. Trots att han aldrig utkämpade ett slag, hade han ett stort strategiskt ansvar.
Efter kungens död i slaget vid Lützen 1632 blev han i praktiken Sveriges regent, då drottning Kristina var omyndig. I förmyndarregeringen utövade Axel Oxenstierna, stödd på riksdagen, under några år en så gott som diktatorisk makt. Han åtnjöt nämligen en obestridd popularitet. Hans mäktiga personlighet dominerade också riksdagens arbete ända till 1649, då sjukdom tog överhand. Som rikets främste ämbetsman hade han också ett kraftigt stöd i 1634 års regeringsform. Detta förvaltningsmaskineri är ett vittnesbörd om Axel Oxenstiernas sällsynta organisatoriska snille. Hans eget ämbetsverk, kansliet, var huvudorganet i regeringsorganismen. Genom kansliet utövades ledningen av det hela. Varje man var här en kugge i ett stort maskineri  alltifrån kansliråden ned till kanslidrängarna.
Oxenstierna hade även full kontroll över de territorier Sverige erövrat i kriget.
Han vann stor respekt från Sveriges motståndare genom sitt pampiga levnadssätt, bland annat kom han till Frankfurtkongressen i mars 1634 i en vagn dragen av sex hästar och tyska prinsar som följde honom till fots. Efter det svenska nederlaget vid Nördlingen 1634, lyckades han med att blanda in Frankrike i kriget, på protestanternas sida 1636.
Oxenstiernas namn var så känt över hela Tyskland att man till och med hörde det nämnas i barnkamrarna. En barnvisa löd:
| ” | Bet’, Kindchen, bet! Morgen kommt der Schwed’; morgen kommt der Oxenstern, wird den Kindern beten lehr’n. (Bed, barn lilla, bed! I morgon kommer svensken; i morgon kommer Oxenstierna. Han skall lära barnen bedja.) | „ |

Den franske kardinalen Richelieu skrev om Oxenstierna till sitt sändebud d’Avaux: "Jag skulle kunna göra vad som helst för att bli värderad av rikskanslern, som jag synnerligen högaktar." Richelieus närmaste efterträdare, den framstående statsmannen kardinal Mazarin, sade: "Om alla Europas statsmän vore tillsammans på ett fartyg, så borde man överlämna rodret åt Oxenstierna."

### "Torstensons krig" och Oxenstiernas senare liv

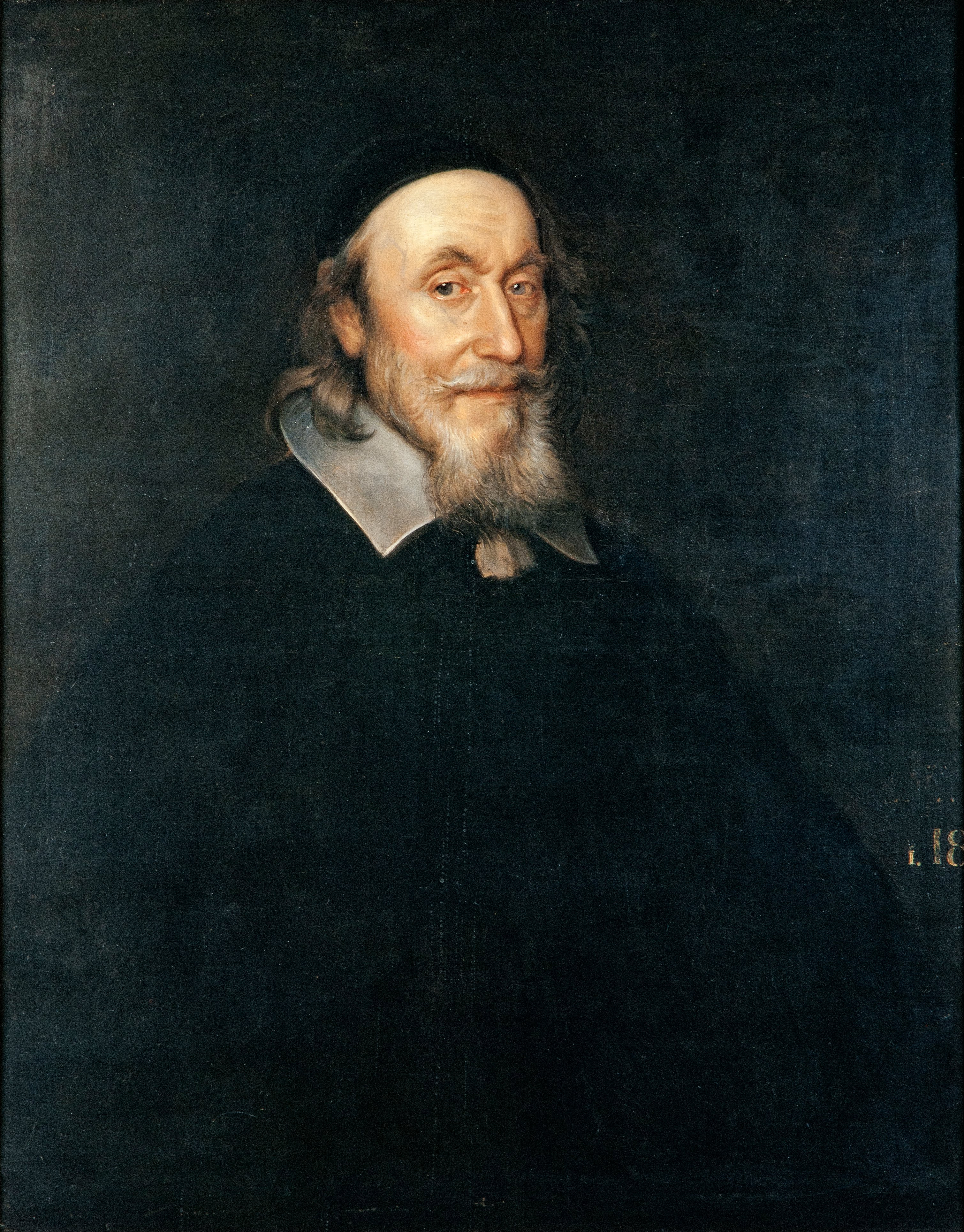
Oxenstierna på 1640-talet av David Beck.

Oxenstierna lyckades övertala rådet att 1643 förklara krig mot ett militärt svagt Danmark, det så kallade Torstensons krig. I freden i Brömsebro lyckades han att få danskarna att avträda Jämtland, Härjedalen, Gotland, Ösel samt Halland på 30 år.
I Westfaliska freden 1648 fick Sverige Pommern, Usedom, Wollin, Wismar och Bremen-Verden. Det trettoåriga kriget avslutades därmed.
Oxenstiernas sista år påverkades av Kristinas avundsjuka mot honom. Han var från början motståndare till Kristinas abdikation, men efter att den nye kungen Karl X Gustav visat stor aktning gentemot honom ändrade han sig. Axel Oxenstierna avled i Stockholm den 28 augusti 1654, två månader efter att Kristina abdikerat. Efter jordfästningen i Storkyrkan i Stockholm den 18 mars 1655 blev han förd till det av honom byggda gravkoret i Jäders kyrka i Jäders socken i Eskilstuna kommun i Södermanland. Under 1600-talet lät Axel Oxenstierna bygga om kyrkan i flera etapper och den blev hans egen begravningskyrka. Ett nytt kor byggdes 1641–1643. Oxenstiernska gravvalvet i Jäders kyrka ligger under kyrkans huvudkor i öster och tillkom i samband med att denna del av kyrkan, på beställning av Axel Oxenstierna på Fiholms slott, byggdes år 1643–1644.
Axel Oxenstierna grundade 1636 det svenska Postverket och i samband med dess 300-årsjubileum 1936, blev han den förste ej kunglige svensk som avbildades på ett frimärke. Vidare blev han rikets förste, ej kunglige person som fick sitt porträtt präglat på ett mynt – en thaler myntad i Würzburg efter Gustav II Adolfs död 1632.

## Riksarkivets och Vitterhetsakademiens Oxenstiernaprojekt
Axel Oxenstiernas efterlämnade arkiv, som idag utgörs av cirka 500 arkivvolymer, har i två omgångar förvärvats av staten och finns idag i Riksarkivet. Hans omfattande brevväxling har varit under utgivning sedan 1888. Mellan detta år och 1977 utkom 28 band, varefter projektet avstannade. Projektet har 1999 återupptagits i samarbete mellan Riksarkivet och Vitterhetsakademien och fortgick till år 2005. Brevväxlingen publiceras nu i form av en databas och en textedition, båda tillgängliga via Riksarkivets webbplats.

## Familj
Axel Oxenstierna gifte sig 1608 med Anna Åkesdotter Bååt, född december 1579, död 23 juni 1649 i Stockholm.  Hon var dotter till Åke Johansson (Bååt) och Christina Trolle  och hovfröken hos änkedrottning Katarina Stenbock. Äktenskapet ska ha varit lyckligt, i bevarade brev kan man läsa om hennes saknad efter maken när de var isär: "...Gud bättre mig, de som gärna vilja vara ifrån varandra, de få vara tillhopa, men vi stackare inte". Paret fick fjorton barn: 
1. Gustaf Oxenstierna (Axelsson), född 29 mars 1609, död av pest, ogift, 20 augusti 1629 i Preussen.[20]
2. Kristina Oxenstierna (Axelsdotter), född i februari 1610[21], död 8 augusti 1631 i Stettin. Gift 22 juli 1628 i Stockholm med riksmarsken Gustaf Carlsson Horn af Björneborg i hans 1:a gifte.
3. Johan Oxenstierna (Axelsson), född och död 1611[21].
4. Johan Oxenstierna (Axelsson), född 24 juni 1612 i Stockholm[21], död barnlös 5 december 1657 i Wismar. Gift 1:a 24 juni 1636 i Stockholm med grevinnan Anna Margareta Sture, dotter till greve Svante Sture och grevinnan Ebba Leijonhufvud. Gift 2:a 13 augusti 1648 i Wismar med grevinnan Margareta Brahe i hennes 2:a gifte.
5. Birgitta (Brita)[22] Oxenstierna (Axelsdotter) (1613–1617)[23]
6. Barbro Oxenstierna (Axelsdotter) (1615–1617)
7. Åke Oxenstierna (Axelsson) (1616–1617)
8. Katarina (Karin) Oxenstierna (Axelsdotter) född i augusti 1617[21], död före 25 juni 1661. Gift 17 mars 1640 i Nyköping med kammarrådet Johan Jespersson Cruus af Harfvila.
9. Maria Oxenstierna (Axelsdotter), född och död 1618
10. Gabriel Oxenstierna (Axelsson), född och död 1620
11. Jakob Oxenstierna (Axelsson), född 1621 och död omkr. 1621
12. Erik Oxenstierna (Axelsson) (1624–1656). Riksråd och generalguvernör.

## Kända citat
Axel Oxenstierna lär ha svarat sin son Johan, som inför resan till Münster tvivlade på sin förmåga att förhandla för Sverige i den Westfaliska freden : 
| ” | An nescis, mi fili, quantilla prudentia mundus regatur? (Vet du inte, min son, med hur litet förstånd världen styrs?) | „ |

Citatet har tillskrivits Oxenstierna men den förste som har sagt dom orden var påven Julius III (1487-1555). 
Våren 1612, kort efter att han utnämndes till rikskansler, skrev han:
| ” | Alla våra grannar är våra fiender. | „ |

## Eftermäle och minnen
Oxenstierna betraktas som grundaren av den svenska statsapparaten.
Han bildade Sveriges första ämbetsverk och skrev dess arbetsanvisning där man för första gången kan läsa att ämbetsmannen skall handla med rikets bästa för ögonen och även sträva efter att underlätta andra ämbetsmäns arbete.
Han lät indela landet i jämnstora län med fasta gränser och varsin landshövding. Oxenstiernas länsgränser gäller i huvudsak fortfarande.
Sedan 1901 har Axel namnsdag på Axel Oxenstiernas födelsedag, den 16 juni, till hans ära.

## Oxenstierna i media
I filmen "Drottning Christina" (1933) spelas Oxenstierna av Lewis Stone.
En drottning abdikerar (1974) av Cyril Cusack
Drottning Kristina (tv-pjäs) av Ingvar Hirdwall
I tv-serien Nisse Hults historiska snedsteg porträtteras Oxenstierna av Johan Rheborg.
The Girl King (2015) av Michael Nyqvist
I doku-drama serien "Drottningarna" (2020) så Thomas Mayer

## Bilder

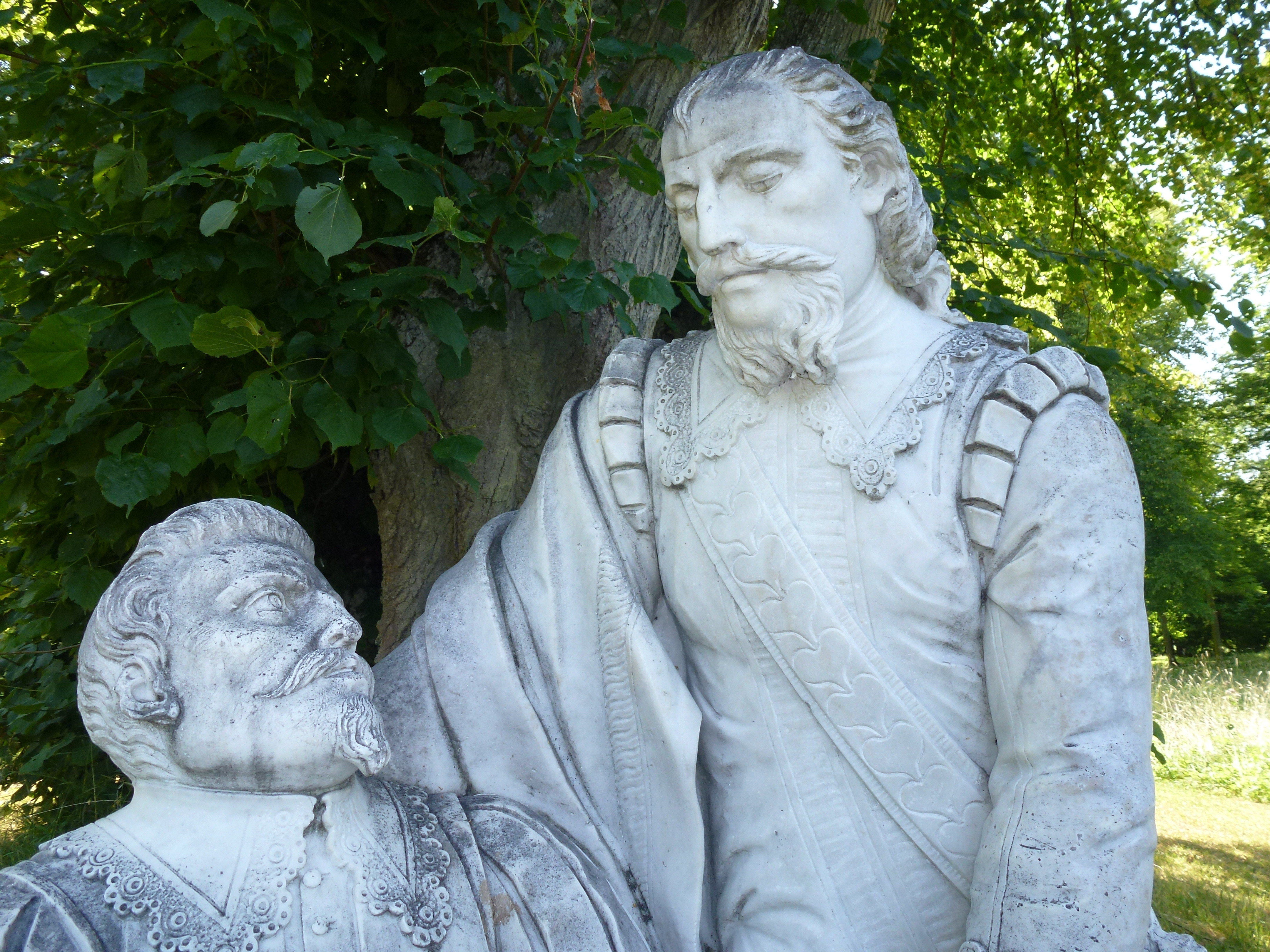
Gustav II Adolf (vänster) och hans rådgivare Axel Oxenstierna, italiensk marmorstaty, under Kristinas lind i Svartsjö slottspark.
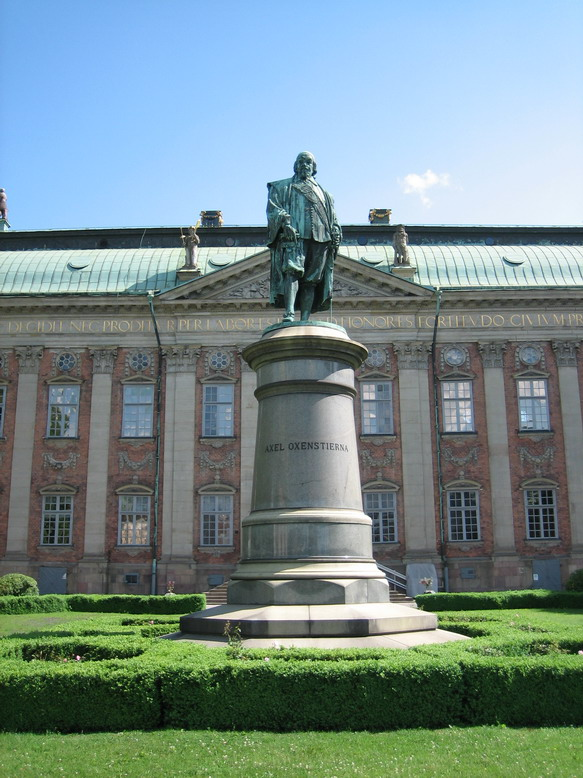
Axel Oxenstierna som staty på Riddarhustorget i Stockholm
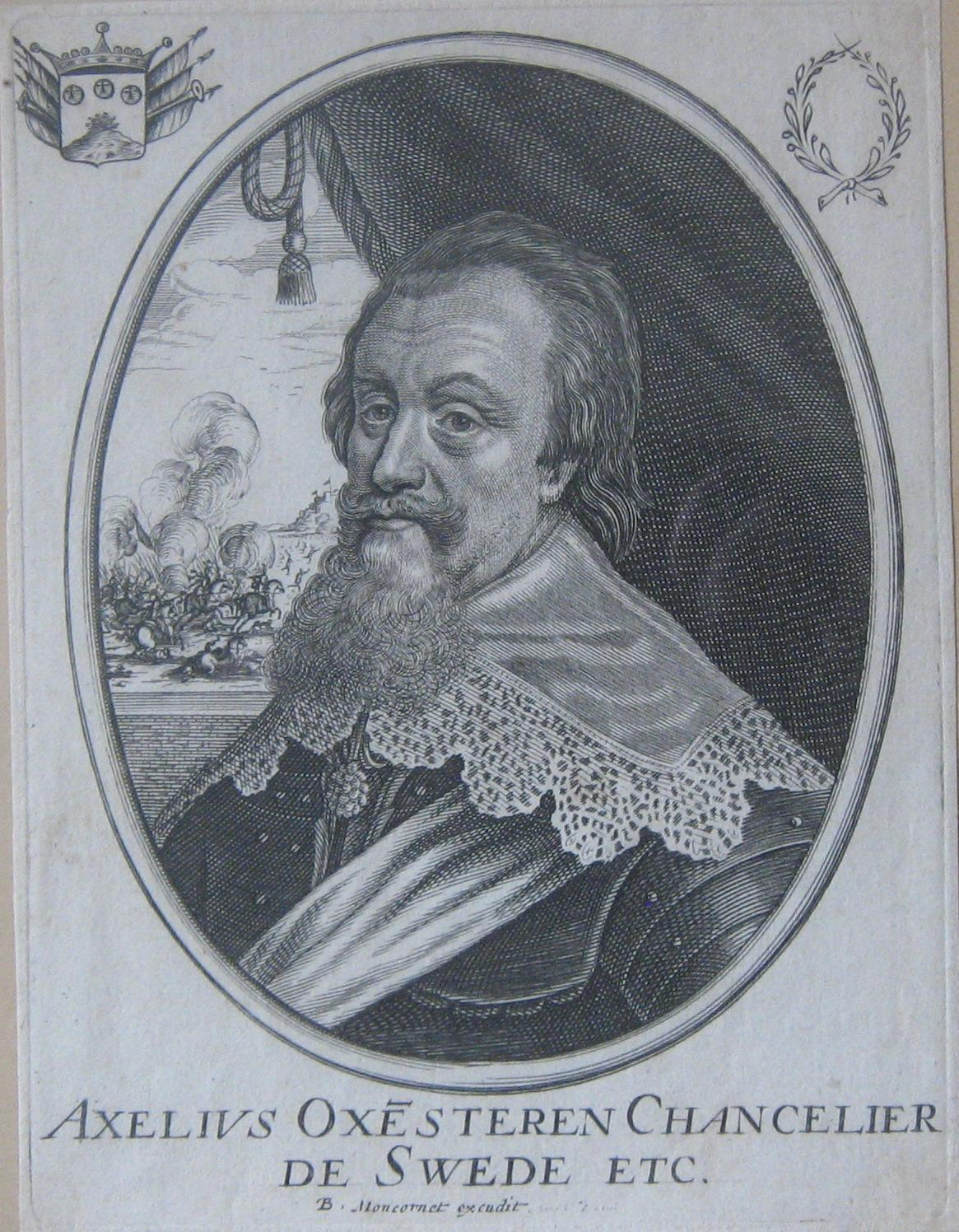
Axel Oxenstierna på kopparstick av Baltazar Moncornet
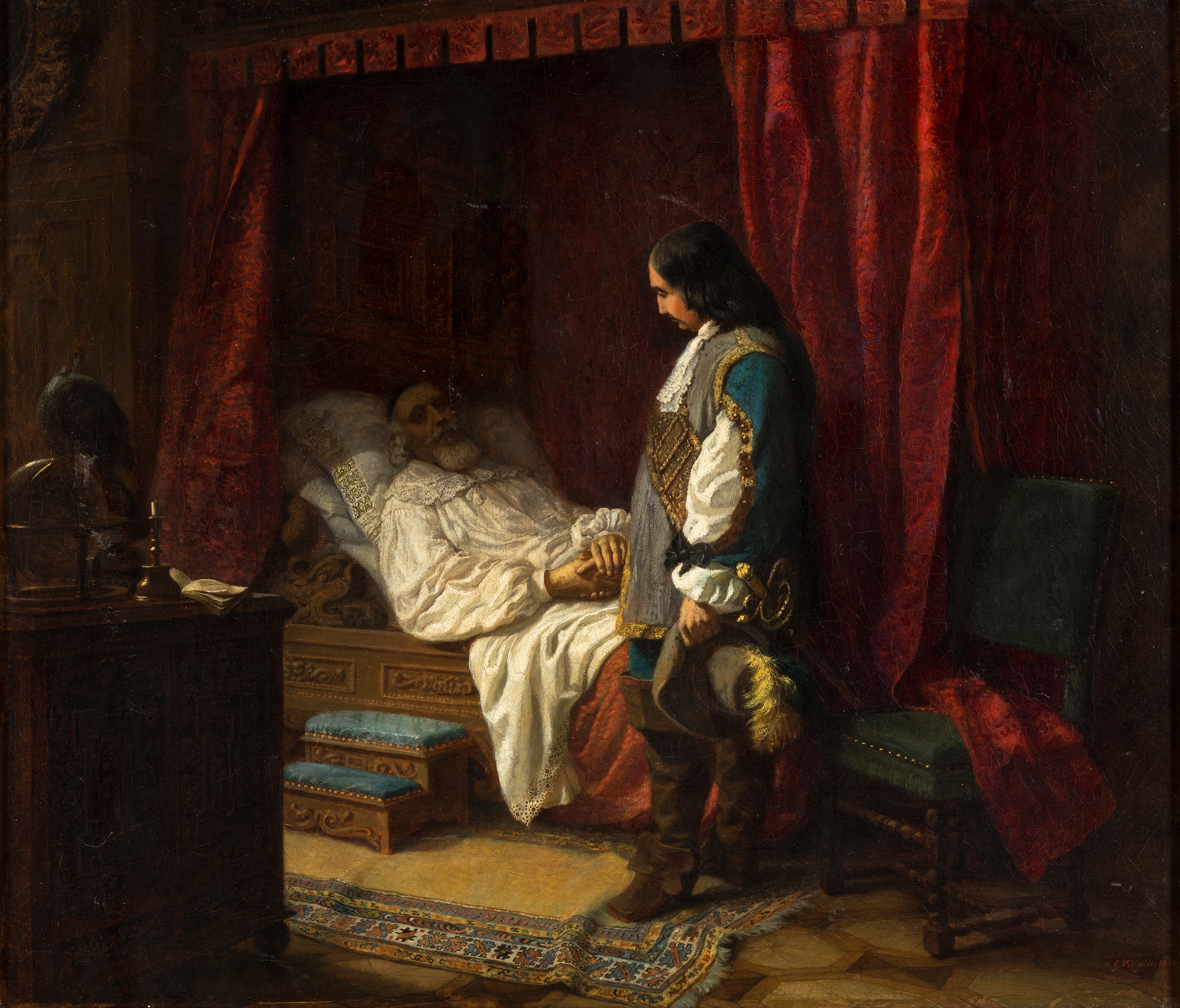
Karl X Gustav vid Axel Oxenstiernas dödsbädd, målad 1857 av Arvid Gottfrid Virgin.